# Krasnaja Horka (przystanek kolejowy)
Krasnaja Horka (biał. Красная Горка; ros. Красная Горка) – przystanek kolejowy w miejscowości Krasnaja Horka, w rejonie tołoczyńskim, w obwodzie witebskim, na Białorusi. Leży na linii Moskwa - Mińsk - Brześć.